# خاویر پایز
خاویر پایز (انگلیسی: Javier Páez؛ زادهٔ ۲۳ سپتامبر ۱۹۷۵) بازیکن فوتبال اهل آرژانتین است.
از باشگاه‌هایی که در آن بازی کرده‌است می‌توان به باشگاه فوتبال هاپوئل تل آویو و باشگاه اتلتیکو ایندپندینته اشاره کرد.